# Paul Jadin
Pour les articles homonymes, voir Jadin.
Paul F. Jadin (né le 2 mai 1955) est le 40e maire de Green Bay, de 1995 à 2003. Il se marie à Jane M. Stangel le 27 août 1982. Ils ont 4 enfants : Erin, Michael, Charles et George. Paul Jadin gagne sa première élection avec 55 % des votes et est le premier maire de Green Bay en plus de 50 ans à être réélu sans opposition.